# José López-Rey
José López-Rey (1905-1991) fou un historiador de l'art espanyol, reconegut com un dels principals especialistes en l'obra de Francisco de Goya i de Diego Velázquez.
Nascut a Madrid l'any 1905, va estudiar a Florència, i durant la Segona República Espanyola va treballar en el Ministeri d'Educació. Finalitzada la Guerra Civil Espanyola, va marxar als Estats Units d'Amèrica, on es va incorporar al Smith College i posteriorment a l'Institut de Belles Arts de la Universitat de Nova York, de la qual fou nomenat profesor emèrit l'any 1947.
L'any 1979 fou nomenat doctor honoris causa en Humanitats per la Universitat Metodista del Sud, per la seva contribució al coneixement de l'obra de Goya i de Velázquez. L'any 1987 li fou concedida la Medalla d'Or al Mèrit en les Belles Arts.